# 加菲爾德 (愛達荷州邦納縣)
加菲爾德（英語：Garfield）是位於美國愛達荷州邦納縣的一個非建制地區。

## 地理
加菲爾德的座標為48°11′03″N 116°25′46″W / 48.18417°N 116.42944°W，而該地的平均海拔高度為655米（即2149英尺）。